# Kwas kawowy
Kwas kawowy (kwas 3,4-dihydroksycynamonowy) – organiczny związek chemiczny z grupy kwasów fenolowych.

## Występowanie
Jest wtórnym metabolitem bardzo często występującym w tkankach roślinnych. Jego prekursorem jest fenyloalanina, z której w wyniku deaminacji powstaje kwas cynamonowy oraz jego hydroksypochodne.
Źródłem kwasu kawowego w żywności są m.in. ziemniaki, ziarna kawy, jabłka, szpinak, sałata, kapusta, gruszki, śliwki, aronia, czarna jagoda, liście Gingko biloba i morwy białej, oliwa z oliwek, wino, liście tytoniu, ziarniaki owsa. W niewielkich ilościach występuje również w propolisie.

## Właściwości
Wykazuje silne właściwości antyoksydacyjne. Posiada zdolność blokowania związków kancerogennych powstających na drodze metabolicznych przemian niektórych substancji rakotwórczych, np. 4-nitrochinolino-1-tlenków czy nitrozoamin. Podobnie jak inne pochodne kwasu cynamonowego chroni frakcję LDL cholesterolu przed oksydacją i skutkiem tego hamują aterogenezę. Przeciwdziała utlenianiu lipoprotein i recyrkulacji α-tokoferolu do formy aktywnej. Działa również żółciopędnie. Wykazano działanie przeciwnowotworowe kwasu kawowego i jego pochodnych.